# رقمتکری
در ریاضیات سرگرمی، یک رَقمتِکری یا گاهی تک‌رقم یک عدد طبیعی است که از نمونه‌های تکرارشده همان رقم در یک دستگاه اعداد مکانی (اغلب به‌طور ضمنی اعشاری) تشکیل شده‌است. لغت تکواژچندوجهی از رقم و تکراری است. به‌عنوان مثال هستند ۱۱، ۶۶۶، ۴۴۴۴ و ۹۹۹۹۹۹. همه رقمتکری‌ها اعداد متقارن و مضربی از یکیتکری هستند. سایر رقمتکری‌های معروف شامل اعداد اول یکیتکری و به ویژه اعداد اول مرسن (که وقتی به صورت دودویی نمایش داده می‌شوند رقمتکری هستند).
رقمتکری‌های نمایشی در پایه {\displaystyle B} از عدد {\displaystyle x} هست:
{\displaystyle x{\frac {B^{y}-1}{B-1}}}
که {\textstyle 0<x<B} رقم رقمتکری‌شده‌است و {\textstyle 1<y} تعداد تکرارهاست به عنوان مثال، رقمتکری ۷۷۷۷۷ در پایه ۱۰ است {\textstyle 7\times {\frac {10^{5}-1}{10-1}}} .
تنوعی از اعداد رقمتکری که اعداد برزیلین نامیده می‌شوند، اعدادی هستند که می‌توان آنها را به صورت یک رقمتکری در برخی از پایه‌ها نوشت، رقمتکری ۱۱ را مجاز نمی‌داند و اعداد تک-رقمی را مجاز نمی‌داند (یا همه اعداد برزیلین خواهند بود). به عنوان مثال، ۲۷ یک عدد برزیلین است زیرا ۲۷ رقمتکری ۳۳ در پایه ۸ است، در حالی که ۹ یک عدد برزیلین نیست زیرا تنها نمایش رقمتکری آن 8(11) است که در تعریف اعداد برزیلین مجاز نیست. نمایش‌های شکل ۱۱ بی‌اهمیت درنظر گرفته می‌شوند و در تعریف اعداد برزیلین غیرمجاز هستند، زیرا همه اعداد طبیعی n بزرگ‌تر از دو دارای نمایش {\displaystyle (11)_{n-1}} هستند. بیست عدد اول برزیلی هستند
۷، ۸، ۱۰، ۱۲، ۱۳، ۱۴، ۱۵، ۱۶، ۱۸، ۲۰، ۲۱، ۲۲، ۲۴، ۲۶، ۲۷، ۲۸، ۳۰، ۳۱، ۳۲، ۳۳، … (دنباله A125134 در OEIS).